# شبكي الجوزة
شبكي الجوزة (الاسم العلمي: Dictyocaryum)، جنس نباتات مُزهرة أحادية المسكن من فصيلة النخلية، ينتشر في أمريكا الجنوبية. يرتبط ارتباطًا وثيقًا بجنس Iriartea؛ ويُطلق عليه عادةً اسم أراكي أو بالما ريال. وُصف ما يصل إلى أحد عشر نوعًا، لكن هذا العدد انخفض إلى ثلاثة في معظم التقارير الحالية. اسم الجنس مُشتق من كلمتين يونانيتين تعنيان "شبكة" و"جوزة"، ويصف هذا الاسم الشبكة السميكة من ألياف الرفاية حول البذرة.